# 什麼事都在發生
《什麼事都在發生》，是朱德庸的漫画，其特色是朱德庸首次采用多格、淡彩的手绘方法。自2007年4月面市。作品将作者的旁观人生所得绘成90个故事。此作品在中国大陆版权卖出人民幣1000万元的价格。香港则于2004年8月首发。